# Alghu

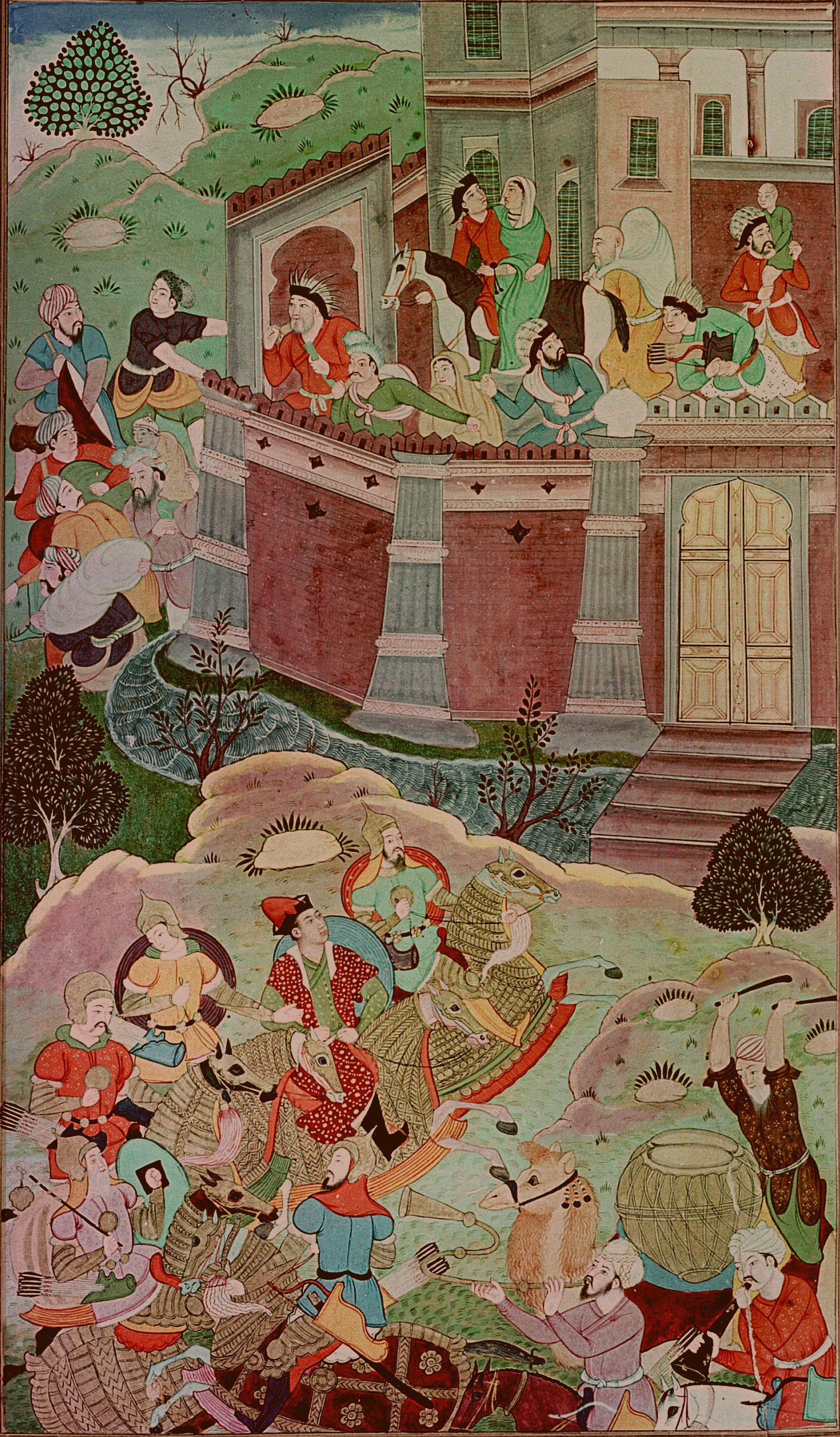
Alghu wordt verslagen door Ariq Boke

Alghu (? - 1266) was een khan van het Khanaat van Chagatai van 1260 to 1266. Hij was een zoon van Chagatai Khan en de kleinzoon van Genghis Khan.
Alghu werd aan de macht geholpen door Ariq Boke, de troonpretendent die als broer van de overleden Mangu diens positie als khagan over wilde nemen en het daarbij op moest nemen tegen Koeblai Khan, die ook een broer van hem was. Omdat het Chagataikhanaat grensde aan het gebied van Ariq Boke, wilde deze het graag onder zijn hoede nemen en als bondgenoot in de strijd tegen Koeblai gebruiken. Alghu was de tegenstander van de jonge Mubarak Shah, die nog maar een kind was onder regentschap van zijn moeder Orghina.
Alghu veroverde het grootste gedeelte van het Khanaat van Chagatai en stukken van het gebied van de Blauwe Horde. Ook nam hij in 1261 Samarkand en Buchara in. Deze gebieden waren vroeger onderdeel van het gebied van de khan van het Khanaat van Chagatai en van de khagan. Hiermee begon de rebellie van Alghu tegen Ariq Boke. Later sloot hij zich aan bij Koeblai en begonnen de twee gezamenlijk met het bevechten van Ariq Boke. Deze werd in 1264 gevangengenomen in Mongolië.
Alghu vocht ook tegen Kaidu, een andere vijand van Koeblai. Kaidu riep de hulp in van Berke, de khan van de Gouden Horde, die vervolgens soldaten stuurde en Alghu versloeg. Door een nieuwe overwinning wist Alghu het verlies te compenseren, maar hij stierf voordat hij het gebied weer voor zich kon winnen en werd tijdelijk opgevolgd door Mubarak Shah, voordat die werd vervangen door Baraq.